# Pont sur l'Eyrieux
Le pont sur l'Eyrieux est un pont situé à Saint-Fortunat-sur-Eyrieux, en France.

## Localisation
Le pont est situé sur la commune de Saint-Fortunat-sur-Eyrieux, dans le département français de l'Ardèche.

## Historique
L'édifice est classé au titre des monuments historiques en 1982.